# 林莉 (排球運動員)
林莉（1992年7月15日—），福建福清人，中國女子排球運動員，身高1.71米，司職自由人，曾效力於福建安溪铁观音女排，广东恒大女排。2022年10月，林莉在社交媒体宣布退役，今后将于福建工程学院任职。

## 運動生涯
林莉曾入选国青女排，2011年与姚迪等队友合作获得世青赛季军。作为福建阳光城女排的后防中坚，林莉与队友合作在2014-2015赛季帮助福建阳光城获得第六名。
2015年首次入选国家队，身披15號球衣，並迅速成為主力自由人。随队获得同年女排世界杯冠军。
2016年里约奥运会备战，林莉虽然在世界女排大奖赛分站赛状态有所起伏，但参加了总决赛表现尚可，并获得最佳自由人进入了大奖赛最佳阵容，如愿进入中国女排里约奥运会12人参赛名单，这也是林莉首次参加奥运会。最終夺得女排金牌以及当选最佳自由人。
2022年10月24日晚，林莉在新浪微博宣布退役，今后将于福建工程学院任职。

## 獎項

### 個人榮譽
- 2016年度volleywood網站：最佳自由人
- 2016年世界女排大獎賽：最佳自由人
- 2016年夏季奧林匹克運動會女子排球比賽：最佳自由人

### 國家隊
- 2015年亞洲女子排球錦標賽： - 金牌
- 2015年世界盃女子排球賽： - 金牌
- 2016年夏季奧林匹克運動會女子排球比賽： - 金牌
- 2017年女子世界大冠軍盃排球賽： - 金牌
- 2018年女排國家聯賽： - 銅牌
- 2018年亞洲運動會排球比賽： - 金牌
- 2018年世界女排锦标赛： - 銅牌
- 2019年世界盃女子排球賽： - 金牌